# Conostomum
Conostomum là một chi rêu trong họ Bartramiaceae.